# Chātakonda
Chātakonda är en ort i Indien.   Den ligger i distriktet Khammam och delstaten Telangana, i den centrala delen av landet, 1 300 km söder om huvudstaden New Delhi. Chātakonda ligger 100 meter över havet och antalet invånare är 2 816.
Terrängen runt Chātakonda är platt åt nordväst, men åt sydost är den kuperad. Runt Chātakonda är det tätbefolkat, med 442 invånare per kvadratkilometer. Närmaste större samhälle är Kottagūdem, 3,2 km väster om Chātakonda. I omgivningarna runt Chātakonda växer huvudsakligen savannskog.